# آتلانتا (کانزاس)
آتلانتا (به انگلیسی: Atlanta) شهری در ایالت کانزاس کشور ایالات متحده آمریکا است که جمعیت آن در سرشماری سال ۲۰۱۰ میلادی، ۱۹۵ نفر بوده‌است.